# Patrizia Ritondo
Patrizia Ritondo (* 18. September 1974 in Petralia Sottana) ist eine ehemalige italienische Marathonläuferin.
1996 gewann sie das Rennen Roma – Ostia, 1997 den Cesano-Boscone-Marathon, 1998 den Piacenza-Marathon und 1999 die Maratona dei Tre Comuni.
2000 wurde sie Zwölfte beim Rom-Marathon und als Gesamtfünfte des Turin-Marathons italienische Meisterin. Diesen Titel verteidigte sie im Jahr darauf als Gesamtsiegerin der Maratona d’Italia. 2003 wurde sie Zweite beim Florenz-Marathon.
Bei den Halbmarathon-Weltmeisterschaften belegte sie 1996 in Palma den 30. Rang und 2003 in Vilamoura den 45. Rang.

## Persönliche Bestzeiten
- Halbmarathon: 1:12:55 h, 1994
- Marathon: 2:33:38 h, 14. Oktober 2001, Carpi